# 弗兰斯·萨马特
弗兰斯·萨马特（英語：Frans Sammut，1945年11月19日—2011年5月4日）是马耳他小说家和非小说类作家。

## 早年生活
萨马特出生于马耳他澤布季 (馬爾他島)。他就读于圣迈克尔教师培训学院、马耳他大学（文学学士、神学学位、教育学硕士）以及佩鲁贾大学（意大利国外职教学位）。

## 职业
60年代早期青年时期的萨马特便因其短篇小说《L-Istqarrija》（“宣言”）而初受赏识，该作品获得了青年作家协会举办的比赛的第一名，其另外两部短篇小说分别获得该比赛的第二和第四名。在60年代晚期，他与他人共同发起“Moviment Qawmien Letterarju”(“文学复兴运动”)。之后他担任Akkademja tal-Malt（马耳他语言学会）秘书。
2010年他被选为国际拿破仑学会会员。
1996年至1998年萨马特结束了作为校长的教育生涯，担任马耳他总理文化顾问。他与Catherine née Cachia结婚并育有二子，分别为Mark & Jean-Pierre。
他出版了许多著作，包括畅销小说《Il-Gaġġa》（“牢笼”）， 其作为1971年由Mario Philip Azzopardi导演的电影《Gaġġa》的蓝本，获得乐福门奖的《Samuraj》， 获得政府文学勋章的《Paceville》， 以及《Il-Holma Maltija》(“马耳他之梦”)，文学评论家Norbert Ellul-Vincenti对其写道“在马耳他文学中没有什么作品能与之媲美”。前总理及剧作家阿尔弗雷德·桑特 认为萨马特的作品是“杰作”，英国作家和诗人Marjorie Boulton称之为“巨作”。

## 逝世
萨马特著名的遗言是：“我和妻子应该去耶路撒冷，然而似乎计划改变了。我现在要去天堂里的耶路撒冷了。”

## 国家奖
2014年5月马耳他教育部为马耳他语设立弗兰斯·萨马特国家奖。